# Sự kiện khinh khí cầu do thám Trung Quốc năm 2023
Từ ngày 28 tháng 1 đến ngày 4 tháng 2 năm 2023, một khinh khí cầu tầm cao lớn màu trắng do Trung Quốc vận hành đã được quan sát thấy trên không phận Bắc Mỹ, bay trên bầu trời Alaska, miền tây Canada, và Hoa Kỳ lục địa. Quân đội Mỹ và Canada khẳng định khinh khí cầu là một thiết bị giám sát, trong khi chính phủ Trung Quốc nói rằng nó là một phi thuyền dân sự được sử dụng chủ yếu cho nghiên cứu khí tượng đã bị lệch hướng do gió. Các nhà phân tích nói rằng quỹ đạo của khí cầu và những đặc điểm về cấu trúc của nó khác với những bóng thám không thường được sử dụng để nghiên cứu khí tượng. Bộ Ngoại giao Hoa Kỳ nói rằng khí cầu có khả năng định vị các thiết bị liên lạc điện tử, bao gồm điện thoại di động và radio, và nói rằng những máy bay trinh sát U-2 của Mỹ được triển khai để theo dõi khí cầu trong không trung đã tiết lộ rằng khí cầu mang theo ăng-ten và các thiết bị khác "rõ ràng để do thám tình báo và không nhất quán với các thiết bị trên khinh khí cầu thời tiết." Bộ Ngoại giao cho biết khinh khí cầu do thám là một phần của chiến dịch giám sát toàn cầu do quân đội Trung Quốc tiến hành, trong đó các khí cầu do thám Trung Quốc đã bay qua hơn bốn mươi quốc gia ở năm châu lục.
Vào ngày 4 tháng 2, Lực lượng Không quân Hoa Kỳ đã bắn hạ quả khí cầu trên lãnh hải ngoài khơi bờ biển tiểu bang Nam Carolina, theo lệnh của tổng thống Hoa Kỳ Joe Biden. Các mảnh vỡ từ khinh khí cầu đã được thu hồi và gửi đến Phòng thí nghiệm FBI ở Quantico, Virginia để được phân tích.
Sự kiện này đã làm căng thẳng quan hệ Hoa Kỳ–Trung Quốc, khiến cho một chuyến công du ngoại giao tới Bắc Kinh—chuyến thăm đầu tiên kể từ năm 2018—của Ngoại trưởng Hoa Kỳ, Antony Blinken, bị huỷ. Sự kiện cũng đã làm căng thẳng quan hệ Canada–Trung Quốc; do bị khí cầu xâm phạm không phận nên Canada đã triệu tập đại sứ Trung Quốc. Các quan chức Hoa Kỳ cũng cáo buộc rằng các khinh khí cầu do thám khác của Trung Quốc đã đi vào không phận Hoa Kỳ trong những năm gần đây, và nhận dạng thêm một khinh khí cầu khác của Trung Quốc bay trên bầu trời Mỹ Latinh vào ngày 3 tháng 2 mà Trung Quốc đã xác nhận là thuộc về nước này. Vào ngày 10 tháng 2, Lực lượng Không quân đã bắn hạ một vật thể trên không khác trên lãnh thổ Hoa Kỳ theo lệnh của Tổng thống Biden.

## Bối cảnh

### Lịch sử
Khinh khí cầu giám sát, một trong những công nghệ quân sự trên không xuất hiện sớm nhất, đã được nhiều quân đội sử dụng rộng rãi vào cuối thế kỷ thứ 19 và 20, bao gồm cả Hoa Kỳ và Liên Xô trong Chiến tranh Lạnh. Vào thời điểm xảy ra sự kiện, chúng hầu như đã bị thay thế bởi sự ra đời của vệ tinh giám sát và máy bay không người lái tàng hình và có thể điều khiển, tuy chúng vẫn có một số lợi thế, chẳng hạn như ít tốn kém khi sản xuất và triển khai hơn nhiều. Hoa Kỳ bắt đầu đầu tư vào việc sử dụng khí cầu trong quân đội vào năm 2019 theo chương trình COLD STAR (Covert Long Dwell Stratospheric Architecture).

### Công nghệ của Trung Quốc
Khí cầu được cho là do một nhà thầu quân sự Trung Quốc sản xuất theo thông tin lấy từ cổng thông tin mua sắm của Quân Giải phóng Nhân dân. Một phân tích của Reuters về một bài báo trên tạp chí công nghệ quốc phòng của Trung Quốc do nhà nước kiểm soát xuất bản vào tháng 4 năm 2022 cho thấy sự quan tâm ngày càng gia tăng đối với công nghệ khinh khí cầu quân sự, ám chỉ rằng Trung Quốc nên "kích động và huy động hệ thống phòng không của kẻ thù, tạo điều kiện cho việc thực hiện trinh sát điện tử [và] đánh giá khả năng phát hiện cảnh báo sớm và khả năng đáp ứng của các hệ thống phòng không". Sau khi khinh khí cầu bị bắn hạ, các phương tiện truyền thông chính thức của Trung Quốc đã đăng một bài báo của một giáo sư ở Đại học Beihang kiêm đại tá cấp cao đã nghỉ hưu của Lực lượng Phòng không của Quân Giải phóng Nhân dân tuyên bố rằng cuộc xâm nhập đã đáp ứng một đề xuất chiến lược trong bài luận năm 2014 của ông có tiêu đề "Đổi mới Hệ thống Phòng không: Tồn tại Lâu dài Trên không và Không kích Bất thình lình", (创新空防体系：持久留空与即时打击; Hán-Việt: Sang tân Không phòng Thể hệ: Trì cửu Lưu không Dữ Tức thời Kích) trong đó ông nói khí cầu là "lựa chọn tốt nhất để Trung Quốc xây dựng hệ thống phòng không nội địa của mình".

### Căng thẳng Mỹ–Trung
Sự kiện khí cầu năm 2023 diễn ra khi quan hệ Mỹ–Trung đang ở mức thấp nhất trong hàng thập kỷ, trong bối cảnh cạnh tranh chiến lược ngày càng gia tăng giữa hai siêu cường quốc này, bao gồm cả hoạt động gián điệp và trong các lĩnh vực kinh tế và quân sự quan trọng, bao gồm chất bán dẫn, trí tuệ nhân tạo, khoa học sự sống, viễn thông 5G, và điện toán lượng tử. Sự cố khí cầu xảy ra sau các hành động trước đây của chính phủ Trung Quốc nhắm vào Hoa Kỳ, bao gồm việc Trung Quốc đánh cắp các thiết kế của máy bay F-35 khoảng mười lăm năm trước đó và các cuộc tấn công mạng thành công do chính phủ Trung Quốc tài trợ nhắm vào các hồ sơ xác nhận an ninh của Văn phòng Quản lý Nhân sự (2015), bộ phận chăm sóc sức khỏe công ty Anthem (2015), và hệ thống Marriott International (2018). Vào năm 2022, Hoa Kỳ và các đồng minh đã áp đặt thêm các biện pháp kiểm soát xuất khẩu nghiêm ngặt đối với buôn bán "công nghệ nền tảng" (bao gồm chip bán dẫn tiên tiến và các công nghệ liên quan) cho Trung Quốc, với mục đích ngăn chặn sự phát triển quân sự của Trung Quốc. Chính quyền Biden cũng đã tìm cách duy trì những chuỗi cung ứng không bao gồm Trung Quốc các lĩnh vực quan trọng.

### Sự kiện trước đây
Vào ngày 9 tháng 2 năm 2023, Bộ Ngoại giao Hoa Kỳ đã giải mật thông tin tình báo về khinh khí cầu này, tiết lộ rằng khinh khí cầu bị bắn hạ trên Đại Tây Dương là một phần của cả một phi đội khinh khí cầu giám sát quân sự của Trung Quốc bay qua hơn bốn mươi quốc gia và qua năm châu lục, bao gồm Mỹ Latinh và Châu Âu, với các nỗ lực giám sát bao quát hơn nhằm vào các nước lân cận bao gồm Nhật Bản, Ấn Độ, Việt Nam, Đài Loan, và Philippines.
Đây là khinh khí cầu thứ năm của Trung Quốc được phát hiện là bay trên lục địa Hoa Kỳ kể từ năm 2017. Khinh khí cầu của Trung Quốc bị tình nghi là có hoạt động do thám cũng đã xâm phạm không phận Hoa Kỳ ở Florida, Guam, và Hawaii. Trong những lần đó, Trung Quốc đã thu hồi được khí cầu. Không có lần xâm phạm nào kéo dài như sự kiện năm 2023. Trong số các sự kiện trước đó, một vụ xảy ra vào hồi đầu nhiệm kỳ tổng thống của Biden (2021–nay) và ba vụ xảy ra trong nhiệm kỳ tổng thống của Donald Trump (2017–2021), theo một quan chức quốc phòng cấp cao giấu tên của Hoa Kỳ.  Hoa Kỳ đã không phát hiện ra những trường hợp trước đó vào thời điểm xảy ra vụ việc; chúng chỉ được phát hiện sau đó bởi các cơ quan tình báo Hoa Kỳ. Các cuộc xâm nhập khác trước năm 2023 đã được phát hiện nhưng vẫn chưa giải thích được, được các nhà chức trách Hoa Kỳ phân loại là hiện tượng dị thường không xác định; nhiều sự cố chưa được xác định trước đây đã được giao cho lực lượng đặc nhiệm của Bộ Quốc phòng chịu trách nhiệm điều tra các sự kiện như thế. Trong hai năm trước sự cố năm 2023, các quan chức Hoa Kỳ đã xác định một số vụ xâm nhập là do thám bóng bay của Trung Quốc. Tư lệnh Bộ Tư lệnh Miền Bắc Hoa Kỳ (USNORTHCOM), Tướng Glen VanHerck nói rằng việc Hoa Kỳ không phát hiện và xác định các cuộc xâm nhập trước đó là "lỗ hổng về nhận thức an ninh mà chúng tôi phải điều tra thêm"; VanHerck đã thúc đẩy việc tăng cường sử dụng các cảm biến và radar vượt đường chân trời để phát hiện các mối đe dọa.
Trump gọi các báo cáo về những vụ khí cầu xâm nhập trong chính quyền của mình là "phản thông tin giả mạo". Cựu tổng thống Trump và một số cựu quan chức an ninh quốc gia hàng đầu trong chính quyền của ông cho biết họ không biết về bất kỳ vụ xâm nhập khí cầu nào trong nhiệm kỳ của họ. Cố vấn an ninh quốc gia của Biden, Jake Sullivan, sau đó nói rằng việc cải thiện giám sát không phận theo lệnh của Biden sau khi ông nhậm chức đã phát hiện ra các vụ xâm phạm trước đó và "nâng cao khả năng của chúng tôi để có thể phát hiện ra những thứ mà chính quyền Trump không thể phát hiện ra".
Vào năm 2020, một khinh khí cầu tương tự đã được quan sát thấy ở Sendai, Nhật Bản; vào thời điểm đó, nó không được xác nhận là khí cầu từ Trung Quốc. Tương tự, vào tháng tháng 9 năm 2021, một khinh khí cầu khác có đặc điểm tương tự đã được quan sát thấy ở Hachinohe, Nhật Bản, mặc dù vào thời điểm đó nó cũng không được xác định là có nguồn gốc từ Trung Quốc. Vào tháng 2 năm 2022, một vài quả khí cầu cũng được phát hiện ngoài khơi Đài Loan, nhưng Bộ Quốc Phòng Đài Loan nói rằng chúng có khả năng cao là để quan sát khí tượng cho Chiến khu Đông của Quân đội Trung Quốc và không có nguy cơ an ninh tức thời nào.

## Sự kiện

### Cấu trúc

So sánh kích thước khí cầu với những vật thể khác

Sơ đồ của khí cầu

#### Kích thước, trọng tải, và động cơ
Khinh khí cầu chở một trọng tải bên dưới được mô tả là một "buồng công nghệ" ước tính có kích thước bằng "hai hoặc ba chiếc xe buýt đưa đón học sinh" và được cung cấp năng lượng bởi mười sáu tấm pin mặt trời gắn trên trọng tải; bán kính của thân khí cầu lớn hơn rất nhiều. Tổng tư lệnh  USNORTHCOM và NORAD, Glen VanHerck, ước tính trọng tải nặng hơn 2.000 pound (910 kg).
Người phát ngôn của Hội đồng An ninh Quốc gia, Đô đốc John Kirby, cho biết phi thuyền có một cánh quạt và có thể được điều khiển. Các quan chức Mỹ nói với các nhà ngoại giao ở Bắc Kinh rằng chiếc tàu có cánh quạt và chân vịt. Một người phát ngôn của Bộ Ngoại giao Trung Quốc cho biết nó có "khả năng tự điều khiển hạn chế".
Bộ Quốc phòng Hoa Kỳ cho biết khinh khí cầu không gây ra mối đe dọa nào đối với những người trên mặt đất, và việc bắn hạ nó trên mặt nước sẽ an toàn hơn và tăng khả năng nghiên cứu mảnh vỡ cho mục đích tình báo.

#### Khả năng tình báo tín hiệu
Hình ảnh từ các máy bay U-2 bay gần với khí cầu để phân tích pháp y cho thấy trọng tải có chứa ăng-ten có khả năng được sử dụng cho mục đích tình báo tín hiệu. Một tài liệu của Bộ Ngoại giao Hoa Kỳ được công bố công khai, sau khi khinh khí cầu bị bắn rơi và các mảnh vỡ đã được thu gom, nói rằng các tấm năng lượng mặt trời của khí cầu tạo ra đủ năng lượng để chạy "nhiều cảm biến thu thập thông tin tình báo đang hoạt động" và ăng-ten trên khinh khí cầu có thể thu thập và định vị địa lý các thông tin liên lạc, bao gồm cả radio và các tín hiệu điện thoại di động, nhưng không rõ mục tiêu của khí cầu là thiết bị cụ thể nào. Các nhà chức trách Hoa Kỳ xác định nhà sản xuất khinh khí cầu với độ tin cậy cao là một công ty có quan hệ trực tiếp với Quân Giải phóng Nhân dân. Các quan chức Hoa Kỳ coi đây là một ví dụ về sự hoà kết quân–dân sự, trong đó các doanh nghiệp dân sự được hợp nhất chặt chẽ vào quân đội.
Các chuyên gia đã ghi nhận sự khác biệt giữa khí cầu Trung Quốc và các khí cầu thời tiết thông thường. Khinh khí cầu thời tiết tiêu chuẩn thường rộng khoảng 20 foot (6 m), nhỏ một phần tư đường kính của khinh khí cầu Trung Quốc. Mặc dù các cảm biến thời tiết đã trở nên phức tạp hơn theo thời gian, nhưng chúng về cơ bản vẫn không được thay đổi kể từ những năm 1970 hoặc 1980, và nhất quán trên toàn cầu. Khi được hỏi khinh khí cầu có thể thu thập thông tin tình báo nào mà vệ tinh không thể thu thập được, lúc nó được quan sát là đang bay lảng vảng trên Căn cứ Không quân Malmstrom—nơi đặt các tên lửa hạt nhân của Mỹ, chuyên gia kiểm soát vũ khí Jeffrey Lewis nói: "Bạn có thể dò xem liệu các tháp vô tuyến có đang truyền tín hiệu hay không. Nhưng [...] bạn [cũng] có thể lấy một máy dò RF và lái vòng quanh Montana và đến gần các silo hơn khí cầu [mà]." Các chuyên gia được BBC phỏng vấn cho biết việc bóng bay thời tiết tồn tại lâu như quả khí cầu trong sự kiện này là điều bất thường và quả khí cầu "có thể tinh vi hơn những gì Trung Quốc nói".

### Phát hiện
Các khí cầu tầm cao (ở tầng bình lưu) rất khó có thể phát hiện. Một nghiên cứu của Đại học Không của Lực lượng Không quân Hoa Kỳ năm 2005 cho biết các khinh khí cầu giám sát thường có tiết diện radar rất nhỏ, "vào khoảng một phần một trăm mét vuông, tương đương với một con chim nhỏ", và về cơ bản không có tín hiệu hồng ngoại, làm phức tạp việc sử dụng vũ khí phòng không. Một bài báo nghiên cứu năm 2009 của một sĩ quan Không lực Hoa Kỳ đã phát hiện ra rằng những chiếc phi thuyền như vậy "vốn dĩ có tính tàng hình" do có một tín hiệu hồng ngoại nhỏ ở độ cao lớn (do khí trơ và lượng nhiệt tỏa ra rất thấp của khí cầu) và do radar khó phát hiện (bóng bay thiếu các cạnh sắc nhọn và cấu trúc kim loại).
Khinh khí cầu lần đầu tiên được công chúng chú ý vào ngày 1 tháng 2 năm 2023, khi cựu biên tập viên của tờ Billings Gazette, Chase Doak, phát hiện ra vật thể phía trên bầu trời Billings, Montana, sau khi thấy các báo cáo đưa tin rằng không phận xung quanh Billings đã bị đóng. Ban đầu anh cho rằng đó là một ngôi sao hoặc một vật thể bay không xác định. Doak đã liên lạc với bạn của mình và nhiếp ảnh gia Larry Mayer của Billings Gazette, và cả hai đã chụp ảnh quả khí cầu bằng ống kính tele. Mayer cũng đã gửi những hình ảnh này đến một loạt các cơ quan chính phủ khác nhau. Sau khi các bức ảnh được đăng tải trên Billings Gazette và nhận được sự đưa tin rộng rãi của truyền thông, Bộ Quốc phòng Hoa Kỳ và Bộ Quốc phòng Canada đã thông báo vào ngày 2 tháng 2 rằng NORAD biết về một khinh khí cầu giám sát tầm cao được tin là của Trung Quốc và đã theo dõi nó trong "vài" ngày. Khinh khí cầu đã bay ở độ cao 60.000 foot (18.000 m) trên Billings vào thời điểm đó.
Các quan chức quốc phòng Mỹ đã cân nhắc bắn hạ quả khí cầu nhưng ban đầu quyết định không làm như vậy do nguy cơ các mảnh vỡ làm thương dân thường trên mặt đất. Một cuộc họp đã được triệu tập trong đó Bộ trưởng Quốc phòng Lloyd Austin; Chủ tịch Hội đồng Tham mưu trưởng Liên quân, Đại tướng Mark Milley; Tư lệnh NORTHCOM/NORAD, Tướng VanHerck; và các chỉ huy quân sự khác tham dự. Biden được các quan chức khuyến nghị không nên bắn hạ nó vì các mảnh vỡ có thể đe dọa dân thường hoặc gây thiệt hại về tài sản.

### Đường đi

Một quỹ đạo xấp xỉ của khí cầu

Khinh khí cầu đã đi vào không phận Mỹ vào ngày 28 tháng 1, bắt đầu từ quần đảo Aleut, bay qua Alaska, và đi vào không phận Canada vào ngày 30 tháng 1 tại Yukon và Các Lãnh thổ Tây Bắc. Khinh khí cầu sau đó đi vào Hoa Kỳ qua miền bắc Idaho vào ngày 31 tháng 1, và Montana vào ngày 1 tháng 2; tại đó nó được quan sát thấy trên bầu trời Billings. Montana là nơi toạ lạc nhiều cơ sở tên lửa hạt nhân, bao gồm Căn cứ Không quân (AFB) Malmstrom, một trong ba căn cứ của Không lực Mỹ vận hành tên lửa đạn đạo xuyên lục địa, làm dấy lên cáo buộc rằng khí cầu được thả để do thám những cơ sở này. Một nhà nghiên cứu khí tượng đã sử dụng mô hình khí quyển HYSPLIT để tính toán một lộ trình khả thi dọc theo quỹ đạo của khinh khí cầu, phù hợp với dữ liệu về gió Tây ôn đới từ Trung Quốc đến Montana. Quả khí cầu được quan sát thấy trên bầu trời phía tây bắc tiểu bang Missouri, gần Kansas City, vào ngày 3 tháng 2.
Một quan chức quốc phòng Hoa Kỳ giấu tên nói với The Washington Post rằng khinh khí cầu không phải là một vật thể vô chủ vì nó thường bay theo dòng tia nhưng lảng vảng khi ở gần các địa điểm nhạy cảm như Căn cứ Không quân Malmstrom. Tờ Post nói rằng việc đó đã làm suy yếu những khẳng định của Trung Quốc rằng khinh khí cầu là một thiết bị không thể điều khiển được. Kho vũ khí hạt nhân xuyên lục địa dưới mặt đất của Hoa Kỳ bao gồm khoảng bốn trăm tên lửa LGM-30 Minuteman III được triển khai trong các hầm chứa tên lửa xung quanh AFB Malstrom, Montana; AFB Minot, Bắc Dakota; và AFB Francis E. Warren, Wyoming. Các chuyên gia được Time phỏng vấn cho biết khinh khí cầu đã đi được một khoảng cách xa hơn nhiều so với quãng đường dự kiến của một bóng thám không thời tiết tiêu chuẩn và nói rằng các quan chức Trung Quốc không nên ngạc nhiên rằng khinh khí cầu cuối cùng cũng đã bay qua Mỹ hoặc bị phát hiện.
Khinh khí cầu đã bay ở độ cao 60.000 foot (18.000 m). Trong khi đó, Concorde là máy bay thương mại duy nhất bay ở độ cao 60.000 foot (18.000 m), máy bay phản lực thương gia có thể đạt tới 51.000 foot (16.000 m), các máy bay chở khách thương mại hiện tại có thể đạt tới 45.000 foot (14.000 m), và SR-71 đã đạt tới 90.000 foot (27.000 m). Máy bay trinh sát tầm cao U-2S được sử dụng để theo dõi khinh khí cầu này là máy bay quân sự duy nhất đang hoạt động của Hoa Kỳ có giới hạn bay tối đa tương đương, có thể hoạt động ở độ cao trên 70.000 foot (21.000 m), nhưng không mang theo vũ khí.

### Theo dõi và phản gián
Trong sự kiện, một quan chức quốc phòng Hoa Kỳ tuyên bố rằng quả khí cầu có "giá trị bổ sung hạn chế từ góc độ thu thập thông tin tình báo". Tuy nhiên, Lầu Năm Góc đã thực hiện các biện pháp để khỏi rò rỉ thông tin nhạy cảm cho khinh khí cầu. Bộ trưởng Quốc phòng Hoa Kỳ Lloyd Austin cho biết quân đội Hoa Kỳ đã có thể thu thập thông tin tình báo có giá trị về khinh khí cầu khi nó bay qua Bắc Mỹ. VanHerck nói rằng Bộ Quốc phòng Hoa Kỳ đã xin được cấp phép đặc biệt để thu thập thông tin tình báo trên lãnh thổ Hoa Kỳ.

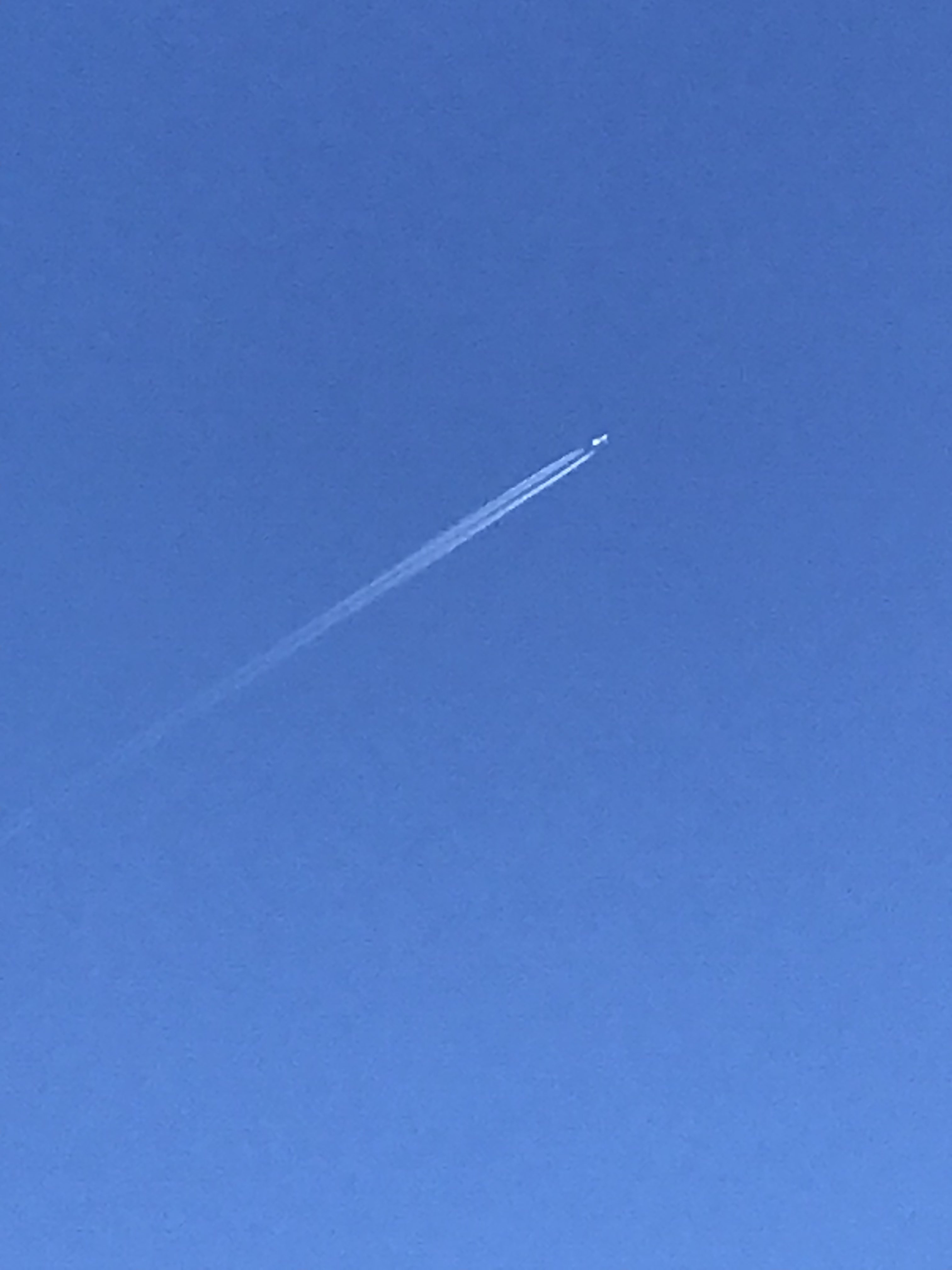
Một chiếc máy bay trinh sát Boeing RC-135U Combat Sent, từ Căn cứ Không Quân Offutt, theo dõi khí cầu trước khi bay vòng quanh nhà máy điện hạt nhân Callaway.

Khinh khí cầu được theo dõi bởi các máy bay có phi hành đoàn do NORAD triển khai, bao gồm một máy bay Hệ thống Kiểm soát và Cảnh báo Sớm Trên không (AWACS) Boeing E-3 Sentry, một máy bay trinh sát Boeing RC-135 từ Căn cứ Không quân Nellis, và một chiếc F-22 Raptor từ Căn cứ Không quân Langley. Bộ Quốc phòng Mỹ cho biết, trong quá trình khinh khí cầu bay qua nước Mỹ, họ đã chặn không cho khinh khí cầu thu thập thông tin tình báo và đã nghiên cứu được khinh khí cầu cũng như các thiết bị của nó.
Một quan chức chính phủ Mỹ cho biết ít nhất hai máy bay trinh sát U-2S đã được sử dụng để thu thập dữ liệu về khinh khí cầu khi nó bay qua miền trung tây nước Mỹ, mặc dù không rõ U-2S đã theo dõi chuyến bay của khinh khí cầu vào lúc nào. War Zone nhận xét rằng giới hạn bay cao của U-2S hơn 70.000 foot (21.000 m) đã cho phép nó quan sát được khinh khí cầu từ khoảng cách tương đối gần (kể cả từ phía trên) và thiết bị tác chiến điện tử của nó cho phép gây nhiễu hoặc theo dõi phát xạ vô tuyến từ khinh khí cầu, bao gồm các dữ liệu phát thanh hướng lên các vệ tinh liên lạc của Trung Quốc.

### Bắn hạ

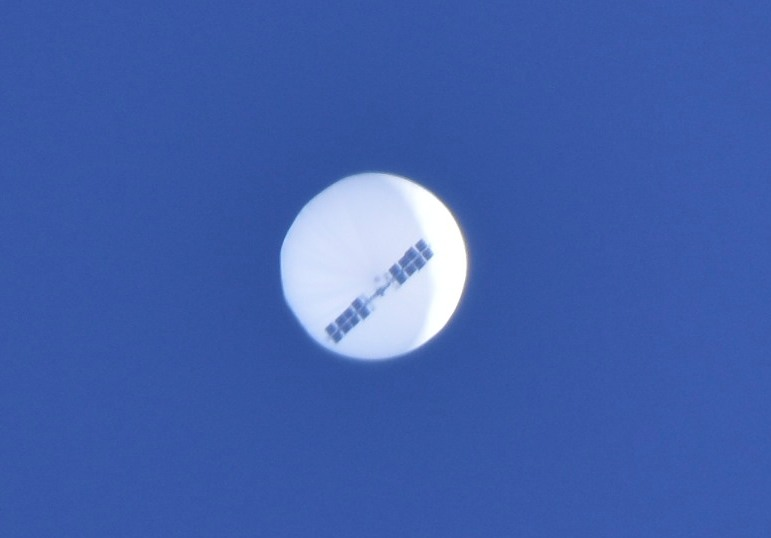
Khí cầu ở trên bầu trời Myrtle Beach, Nam Carolina, ít phút trước khi được bắn hạ

Vào ngày 4 tháng 2, khinh khí cầu bay đến các tiểu bang Bắc và Nam Carolina. Cục Hàng không Liên bang đã đóng cửa không phận trong khu vực này trong vụ hạn chế hàng không lớn nhất trong lịch sử Hoa Kỳ, lớn hơn năm hần vùng không phận xung quanh Washington, D.C., và gần gấp đôi tiểu bang Massachusetts Sân bay Quốc tế Myrtle Beach, Sân bay Quốc tế Charleston, và Sân bay Quốc tế Wilmington đã ra lệnh những máy bay đến các sân bay này không cất cánh. Máy bay quân sự được báo cáo là đã bay trên hai bang Carolina. Các nhà chức trách Hoa Kỳ sau đó tuyên bố rằng điều này là để chuẩn bị cho việc bắn hạ khinh khí cầu trên Đại Tây Dương.
Theo Quân đội Hoa Kỳ, quả khí cầu bị bắn hạ thành công ở độ cao 58,000 foot (17,678 m) bằng một tên lửa không-đối-không AIM-9X duy nhất, được bắn từ một chiếc F-22 Raptor ngoài khơi bờ biển Surfside Beach, Hạt Horry, Nam Carolina, lúc 2:39 chiều giờ địa phương. Vụ bắn hạ là vụ việc đầu tiên được ghi nhận là đã tiến hành bằng một chiếc máy bay F-22, và là vụ bắn hạ đầu tiên bao gồm máy bay trên lãnh thổ Hoa Kỳ kể từ Chiến tranh Thế giới thứ Hai.

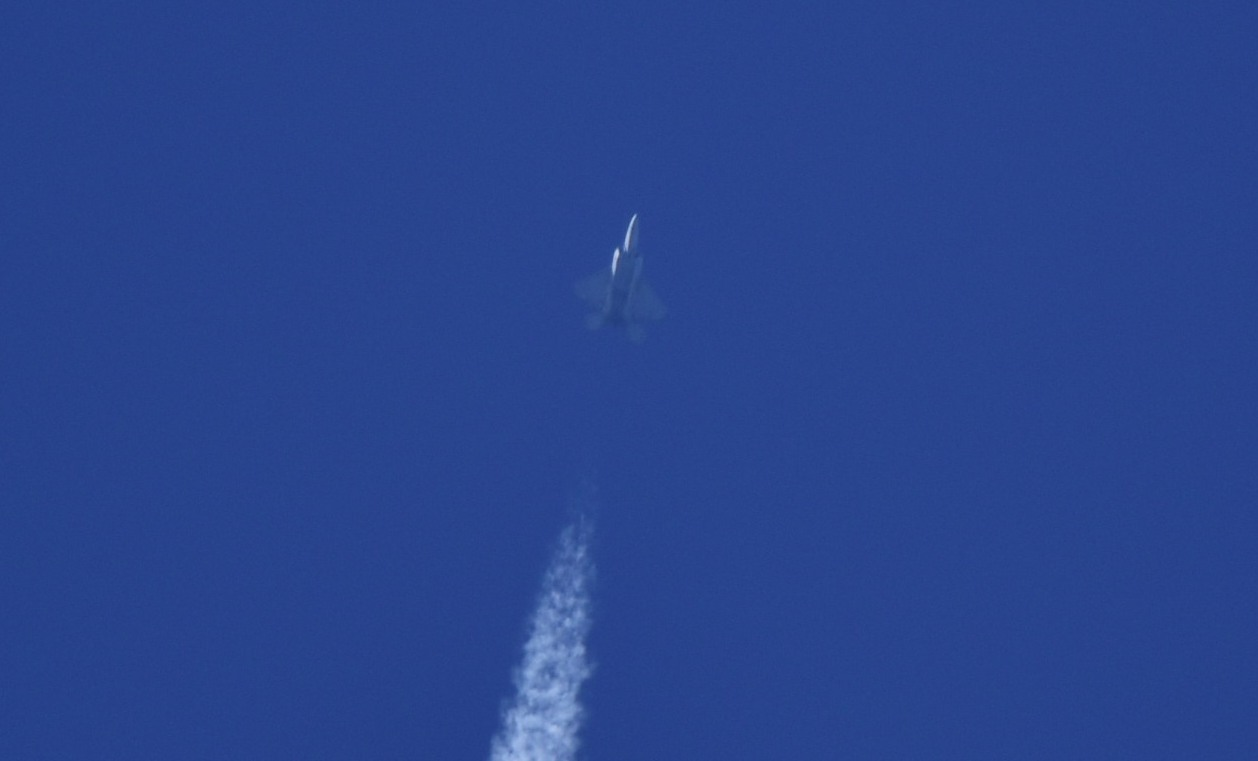
Một máy bay chiến đấu F-22 Raptor theo dõi quả khí cầu vào ngày 4 tháng 2, năm 2023
- Video quay cảnh máy bay F-22 bắn hạ khí cầu
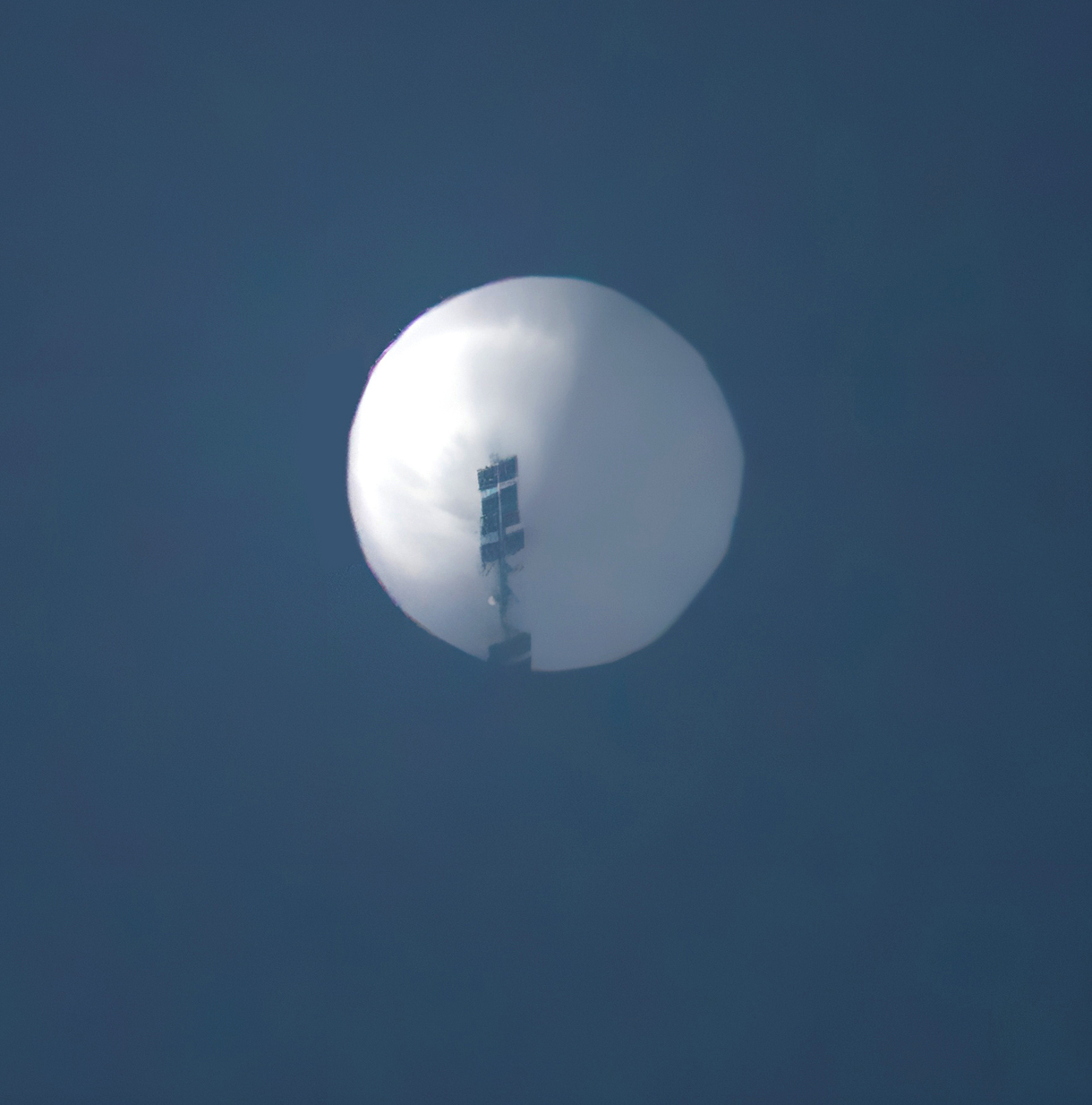
Một hình ảnh được dẫn xuất từ hình ảnh gốc của Chase Doak

### Thu gom mảnh vỡ

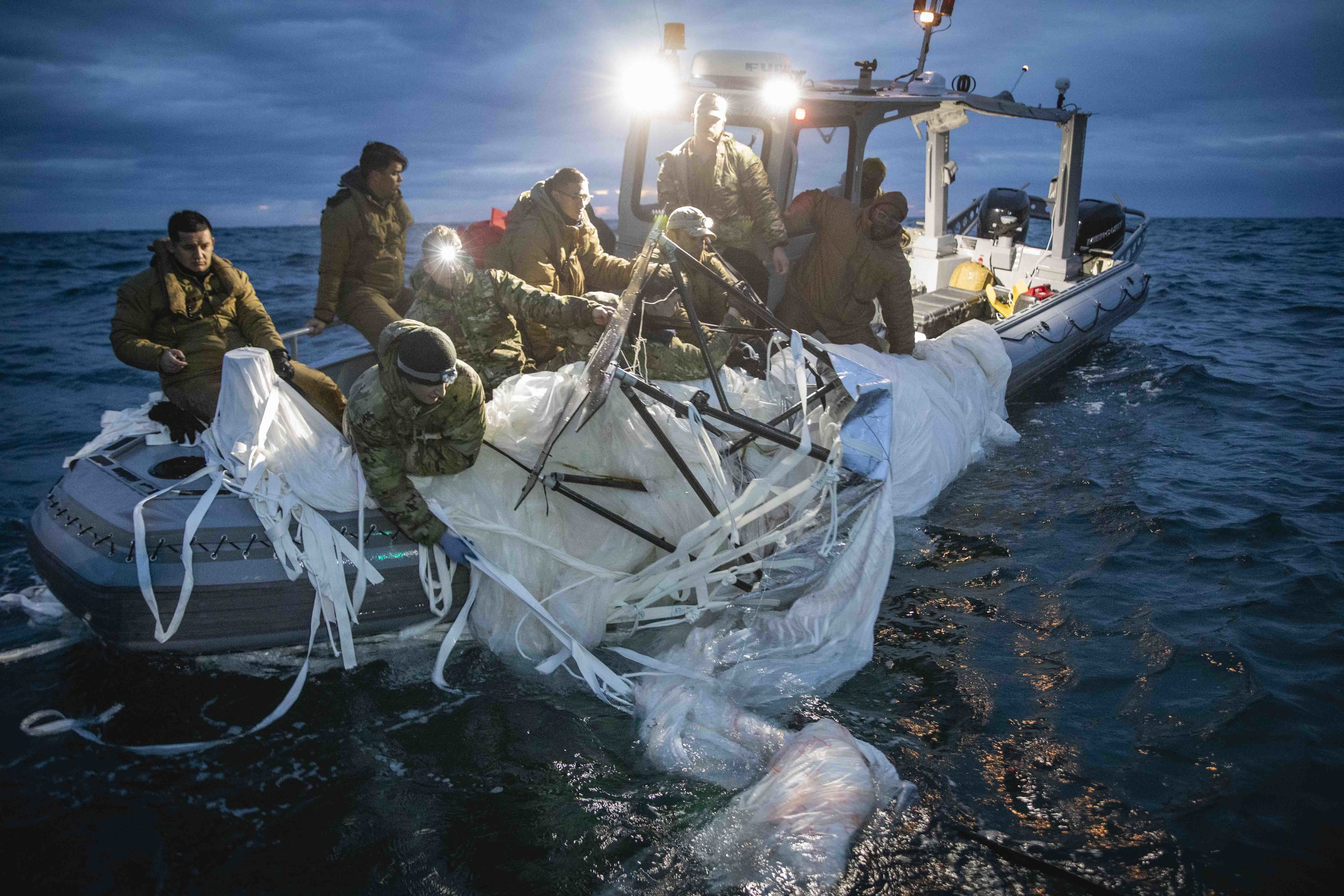
Các thủy thủ thuộc Nhóm Xử lý Vật liệu Nổ 2 thu hồi một phần khinh khí cầu từ Đại Tây Dương

Các mảnh vỡ từ khinh khí cầu đã phân tán trên diện tích 2,25 kilômét vuông (0,87 dặm vuông Anh), rơi xuống đại dương sâu 47 foot (14 m), và những nỗ lực thu gom mảnh vỡ đã bắt đầu để điều tra thêm. VanHerck cho biết Hải quân Hoa Kỳ đang tiến hành các hoạt động thu hồi mảnh vỡ trong khi Tuần duyên Hoa Kỳ đang thắt chặt an ninh khu vực nơi các mảnh vỡ rơi xuống. Tàu khu trục được trang bị tên lửa có điều khiển, USS Oscar Austin (DDG-79); tàu tuần dương trang bị tên lửa có điều khiển, USS Philippine Sea (CG-58); và tàu chiến đổ bộ USS Carter Hall (LSD-50) được giao nhiệm vụ thu hồi mảnh vỡ của khinh khí cầu cùng với sự hỗ trợ từ tàu hải quan và trực thăng của Tuần duyên Hoa Kỳ, thợ lặn của Hải quân Hoa Kỳ, và các nhân viên phản gián của Cục Điều tra Liên bang. Tướng VanHerck tuyên bố rằng các phương tiện không người lái dưới nước được điều khiển từ những chiếc thuyền rắn bơm hơi sử dụng sonar quét sườn để xác định vị trí các mảnh vỡ bị chìm. Các phương tiện không người lái đã phân tích mảnh vỡ để xác định các mối đe dọa tiềm tàng đối với các thợ lặn phục hồi, chẳng hạn như chất nổ hoặc pin có vật liệu nguy hiểm. Trọng tải bị chìm được ước tính nặng hơn 2.000 pound (910 kg).

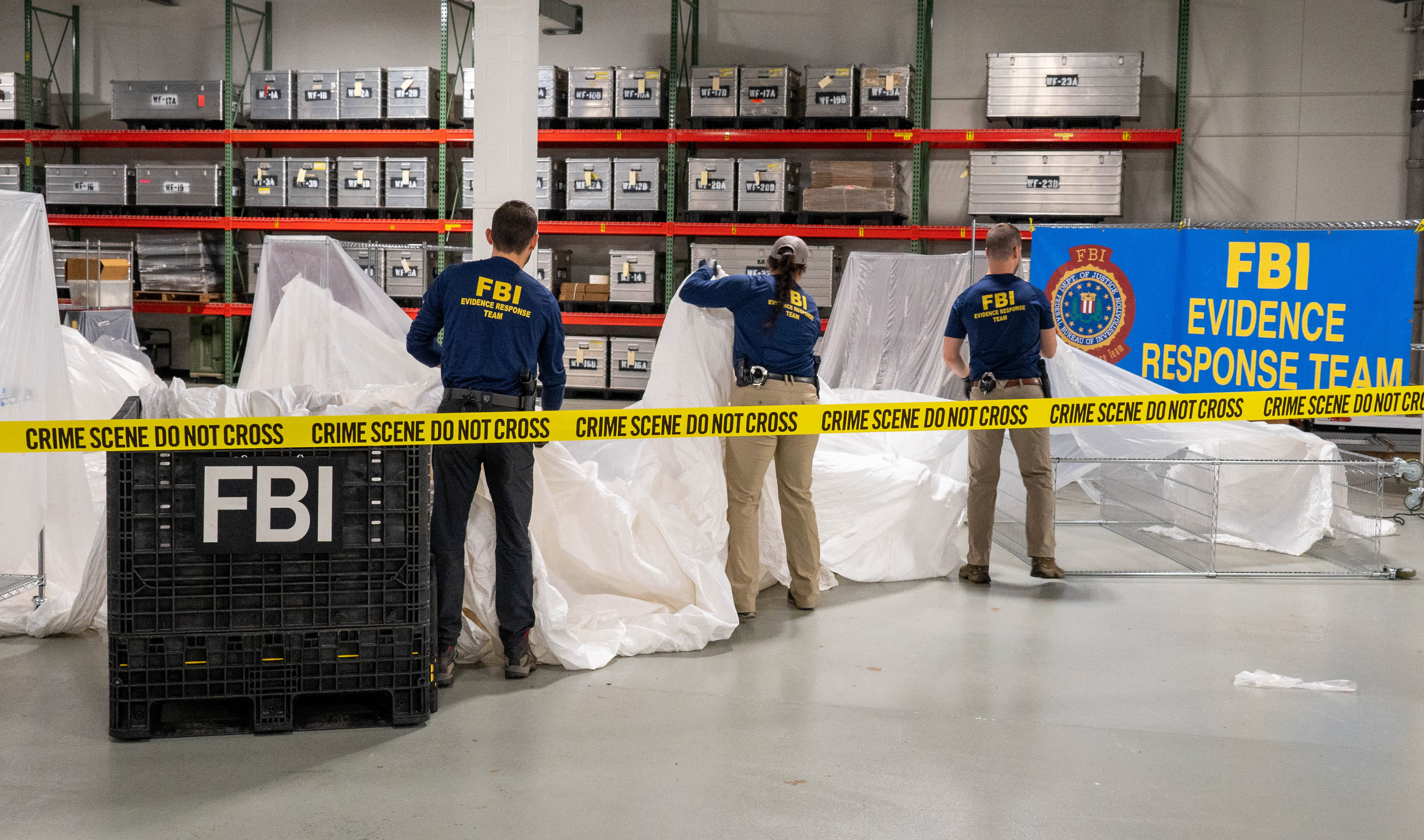
Đặc vụ FBI thuộc Nhóm Phản hồi Bằng chứng xử lý vật liệu được thu hồi từ khinh khí cầu.

Vào ngày 6 tháng 2, một phần trọng tải bị bắn rơi đã được gửi đến Phòng thí nghiệm của FBI ở Quantico, Virginia, để Phòng Công nghệ Vận hành của Cục Điều tra phân tích. Các mảnh vỡ có thể là của khí cầu đã được phát hiện trên bờ biển Nam Carolina, nơi cảnh sát đang yêu cầu cư dân báo cáo những mảnh vỡ được phát hiện khác. Trung Quốc nói rằng họ muốn Hoa Kỳ trả lại mảnh vỡ, nhưng Hoa Kỳ cho biết họ không có kế hoạch làm vậy.

## Khí cầu thứ hai trên Mỹ Latinh
Vào ngày 3 tháng 2, Bộ Quốc phòng Hoa Kỳ thông báo rằng một khí cầu giám sát thứ hai của Trung Quốc đang bay qua Mỹ Latinh. Tổng cục Hàng không Dân dụng Costa Rica đã xác nhận sự xâm phạm của một vật thể "không có nguồn gốc từ Costa Rica" mà người dân địa phương lần đầu tiên nhìn thấy vào ngày 2 tháng 2. Lực lượng Không quân Colombia cho biết vào sáng ngày 3 tháng 2, họ đã phát hiện một vật thể "giống như một quả khí cầu" ở độ cao 55.000 foot (17.000 m) và di chuyển với tốc độ 25 hải lý trên giờ (46 kilômét trên giờ; 29 dặm Anh trên giờ) và đã tiếp tục theo dõi nó cho đến khi nó rời khỏi không phận Colombia sau khi xác định rằng nó không đe doạ an ninh quốc gia hay an toàn hàng không. Những vụ bắt gặp khí cầu chưa được xác nhận cũng được báo cáo ở Venezuela. Vào ngày 6 tháng 2, Mao Ninh, người phát ngôn cho chính phủ Trung Quốc, đã xác nhận rằng khinh khí cầu này là của Trung Quốc, nhưng nói rằng nó được sử dụng để "bay thử nghiệm" và nói rằng nó đã bị gió thổi lệch hướng cũng giống như quả khí cầu được phát hiện trên bầu trời Bắc Mỹ.

## Phản ứng

### Hoa Kỳ

#### Chính phủ liên bang
Đáp lại, Ngoại trưởng Blinken đã huỷ chuyến công du ngoại giao được lên kế hoạch trước tới Trung Quốc; đây là chuyến thăm đầu tiên đến Trung Quốc kể từ năm 2018. Nhà Trắng không muốn thông báo về sự xâm nhập của khí cầu để bảo vệ chuyến đi của Blinken, nhưng sự quan tâm của báo chí và mạng xã hội đã khiến các quan chức Lầu Năm Góc phải bình luận về vấn đề này.

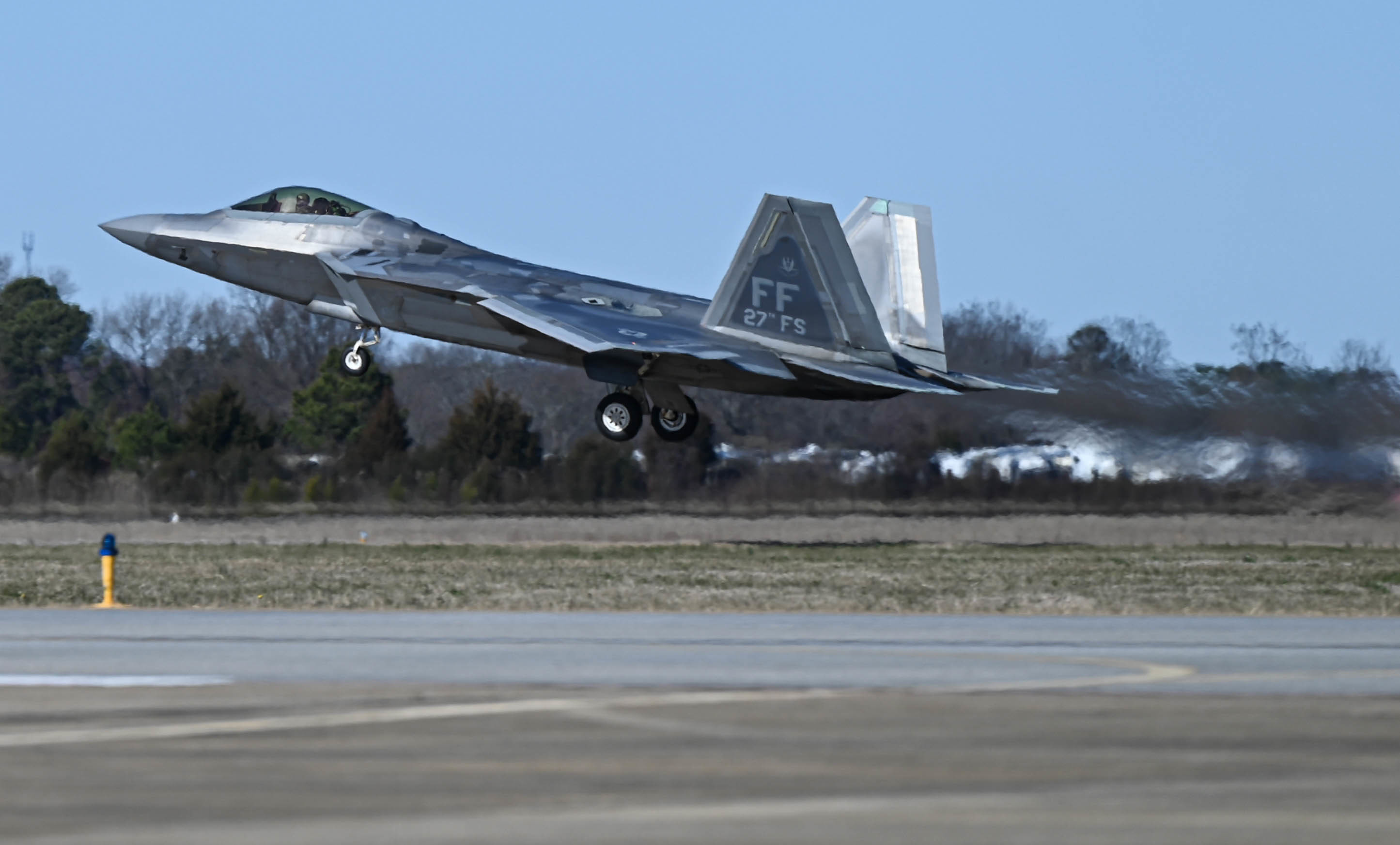
Một chiếc F-22 Raptor cất cánh từ Căn cứ chung Langley-Eustis trong sự kiện khí cầu

Trước những câu hỏi liên quan đến sự kiện này, ngày 4 tháng 2, Tổng thống Joe Biden tuyên bố Mỹ sẽ "xử lý nó". Cuối ngày hôm đó, các quan chức Hoa Kỳ tiết lộ rằng ba ngày trước đó ông đã cho phép bắn hạ khinh khí cầu.
Các quan chức Lầu Năm Góc tuyên bố rằng không thể bắn hạ quả khí cầu sớm hơn, trừ khi nó ở trên mặt nước, phản bác lại Trump và các đảng viên Cộng hòa khác đã chỉ trích chính quyền Biden vì đã không bắn hạ khinh khí cầu sớm hơn. Lãnh đạo đảng Dân chủ tại Thượng viện Chuck Schumer nói thêm: "Bắn hạ quả khí cầu trên mặt nước không chỉ là lựa chọn an toàn nhất, mà còn là lựa chọn tối đa hóa khả năng thu thập thông tin tình báo [từ quả khí cầu] của chúng ta."
Vào ngày 6 tháng 2, Thứ trưởng Ngoại giao Hoa Kỳ Wendy Sherman đã thông báo cho 150 nhà ngoại giao từ khoảng bốn mươi đại sứ quán về chương trình giám sát bằng khí cầu của Trung Quốc, được các quan chức Hoa Kỳ cáo buộc là đã được điều hành trong nhiều năm bởi Quân Giải phóng Nhân dân từ tỉnh Hải Nam trên bờ biển phía nam của Trung Quốc. Các quan chức đã liên hệ riêng với các quốc gia mà họ cho biết là đã có ít nhất hai tá chuyến bay như vậy kể từ năm 2018, bao gồm Nhật Bản, Ấn Độ, Việt Nam, Đài Loan, và Philippines, cũng như Bắc và Nam Mỹ.
Ủy ban Quân vụ Hạ viện Hoa Kỳ đã tổ chức một phiên điều trần vào ngày 7 tháng 2 về các mối đe dọa tình báo và quân sự quy mô lớn của Trung Quốc, bao gồm cả các vụ xâm nhập bằng khí cầu. Chủ tịch ủy ban, đảng viên Cộng hòa Mike Rogers, đã mô tả quả khí cầu là một màn biểu dương quyền lực được tính toán có chủ đích. Một quan chức Mỹ nói với The Washington Post rằng không có lý do gì mà khí cầu lại là một hành động khiêu khích có chủ ý, vì nó là một phần của một chương trình do thám toàn cầu đang diễn ra. Hạ viện Mỹ do Đảng Cộng hoà kiểm soát lúc bấy giờ đã thông qua một nghị quyết (419–0) lên án Trung Quốc về vụ việc.

#### Phân tích
James Andrew Lewis từ Trung tâm Nghiên cứu Chiến lược và Quốc tế (CSIS) cho biết khinh khí cầu "không phải là nền tảng lý tưởng để do thám", rằng Trung Quốc "chưa từng sử dụng khinh khí cầu để do thám trước đây" và "lời giải thích có nhiều khả năng là đúng nhất là đây là một bóng thám không thời tiết đã đi lạc hướng". Tom Karako, cũng từ CSIS, cho biết so với các công cụ thu thập thông tin tình báo thay thế như vệ tinh, một lợi ích của việc sử dụng khí cầu là chúng có thể "lơ lửng gần mặt đất hơn và có thể thu chặn các tín hiệu liên lạc hoặc điện tử mà các hệ thống quay quanh [Trái Đất] khác không thể làm được". Quan điểm này được lặp lại bởi Bryan Clark từ Viện Hudson, người cho biết khí cầu cũng cung cấp "phạm vi bao phủ lâu dài hơn, khó dự đoán hơn đối với một khu vực quan tâm". Về vụ bắn khí cầu, Christopher Twomey, một học giả an ninh, nói rằng bất kỳ phản ứng nào của Trung Quốc sẽ là kiềm chế và Trung Quốc sẽ muốn "cho vụ này chìm xuồng" và khuyến khích các chuyến thăm cấp cao chỉ trong vòng vài tháng. Nhà báo Ishaan Tharoor của tờ The Washington Post đã bối cảnh hóa vụ việc như một phần của Chiến tranh Lạnh II.

#### Châm biếm
Vụ việc đã được châm biếm vào phần mở đầu của chương trình Saturday Night Live vào buổi tối sau khi quả khí cầu bị bắn hạ. Trong vở kịch, nghệ sĩ biểu diễn Bowen Yang đã đóng vai một quả bóng bay bị bắn rơi được nhân hoá đang được phỏng vấn bởi nhà báo Katy Tur của MSNBC; cô này do Chloe Fineman thủ vai. Một số nguồn đặc biệt chú ý đến một lời của Yang trong vở kịch: "Xin chúc mừng! Bạn đã bắn một quả bóng bay!", với tờ USA Today sử dụng nó trong dòng tít của mình.
Quả bóng bay cũng là chủ đề của nhiều trò đùa khác trên truyền hình, báo chí, của những người nổi tiếng, và trên mạng xã hội.

### Canada
Các quan chức Canada đã triệu tập đại sứ Trung Quốc tại Canada, Tùng Bồi Vũ, tới Ottawa trong khi Bộ Quốc phòng Canada thông báo họ sẽ theo dõi tình hình cùng với Hoa Kỳ thông qua NORAD. Khinh khí cầu lần đầu tiên được các nhà chức trách quốc phòng phát hiện khi nó đi vào không phận Canada từ hướng tây bắc. Một tuyên bố của Lực lượng Vũ trang Canada nhấn mạnh rằng không có mối đe dọa nào đối với người dân Canada, và Bộ trưởng Bộ Ngoại giao Mélanie Joly vẫn giữ liên lạc với Ngoại trưởng Antony Blinken.

### Trung Quốc
Người phát ngôn Bộ Ngoại giao Trung Quốc Mao Ninh nói rằng khinh khí cầu là "phi thuyền dân sự được sử dụng cho mục đích nghiên cứu, chủ yếu là mục đích khí tượng. Bị ảnh hưởng bởi gió Tây ôn đới và với khả năng tự lái hạn chế, phi thuyền đã đi chệch hướng quá xa so với hành trình định trước của nó." Bộ Ngoại giao Hoa Kỳ bác bỏ tuyên bố này. Bà cũng nói rằng Trung Quốc lấy sự kiện làm tiếc, và lấy lý do là force majeure. Vào ngày 6 tháng 2, Mao nói rằng Hoa Kỳ "cố ý thổi phồng vụ việc và thậm chí sử dụng vũ lực để tấn công", và gọi vụ bắn hạ là "một hành động vô trách nhiệm không thể chấp nhận được".
China Daily, một tờ báo do Ban Tuyên truyền Trung ương của Đảng Cộng sản Trung Quốc kiểm soát, đã phủ nhận sự dính líu của Trung Quốc vào ngày 3 tháng 2, nói rằng "Để do thám nước Mỹ bằng khinh khí cầu, một người phải vừa thụt lùi về phía sau để sử dụng công nghệ của những năm 1940 và vừa phải đủ tiên tiến để điều khiển đường bay của nó trên đại dương. Những người bịa đặt lời nói dối này chỉ bày tỏ sự thiếu hiểu biết của mình mà thôi." Ngày 5 tháng 2, China Daily đăng một bài quan điểm gọi vụ bắn hạ "phi thuyền dân sự" là một "sự khiêu khích trắng trợn" trước chuyến thăm Bắc Kinh của Blinken; bài báo còn cho rằng "Mỹ đã nhiều lần xâm phạm vùng biển và vùng trời Trung Quốc nhân danh quyền tự do hàng hải và hàng không"—đề cập đến những chuyến tàu và chuyến bay trong Biển Đông của Hoa Kỳ để bác bỏ tuyên bố chủ quyền của Trung Quốc và khẳng định rằng đây là vùng biển quốc tế.
Vào ngày 5 tháng 2, Giám đốc Cục Khí tượng Trung Quốc, Trang Quốc Thái, đã bị cách chức. Điều này đã được dự đoán trước, ngay cả trước khi sự kiện khí cầu xảy ra, vì ông đã được thăng chức lên Chủ tịch Hội nghị Hiệp thương Chính trị tỉnh Cam Túc (甘肅省政協主席; Hán-Việt: Cam Túc tỉnh Hiệp Chính Chủ tịch) vào ngày 18 tháng 1.
Sau vụ bắn hạ vào ngày 5 tháng 2, Thứ trưởng Ngoại giao Tạ Phong cho biết ông đã đệ đơn khiếu nại chính thức lên Đại sứ quán Hoa Kỳ để phản hồi về vụ việc. Ông Tạ cáo buộc rằng Hoa Kỳ đã sử dụng vũ lực một cách bừa bãi đối với "phi thuyền dân sự sắp rời khỏi không phận Hoa Kỳ" và vi phạm "tinh thần của luật pháp quốc tế và thông lệ quốc tế" và nói rằng chính phủ Trung Quốc có quyền "thực hiện các hành đồng cần thiết tiếp theo". Vào ngày 6 tháng 2, một nhà ngoại giao Trung Quốc đã nói trong một cuộc phỏng vấn với mạng lưới tin tức LCI của Pháp rằng Hoa Kỳ nên trả lại mảnh vỡ khinh khí cầu thu được cho Trung Quốc.
Vụ việc xảy ra trùng hợp với thời điểm phát hành bộ phim khoa học viễn tưởng Địa Cầu lưu lạc 2 ở Trung Quốc đại lục, khiến một số cư dân mạng và giới truyền thông gọi đùa vụ việc là "Khí cầu lưu lạc".

### Các quốc gia khác
Trong bối cảnh cuộc chiến thương mại Úc–Trung đang diễn ra, Bộ trưởng Ngoại giao Úc Penny Wong cho biết: "Tôi tin rằng Hoa Kỳ đã giải quyết vấn đề này một cách cẩn thận nhất có thể. Họ đã hạ khí cầu xuống vùng lãnh hải của chính mình."
Bộ Ngoại giao Venezuela, một nước đồng minh của Nga, đã chỉ trích Hoa Kỳ vì đã bắn hạ "một máy bay dân sự không người lái [...] mà không gây ra mối đe dọa nào".